# Lätt motorcykel

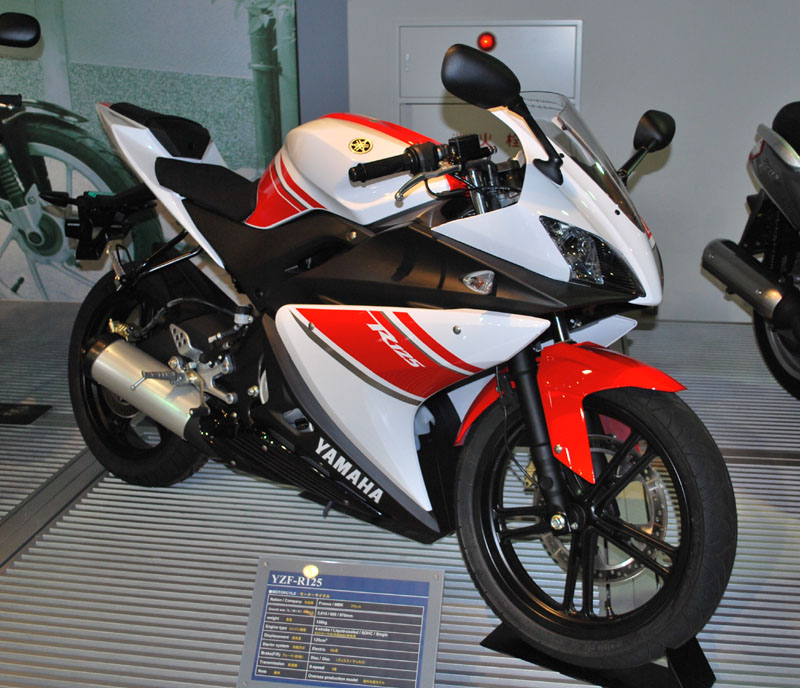
Lätt motorcykel (Yamaha YZF-R125).

Som lätt motorcykel klassas motorcyklar
1. på två eller fyra hjul som drivs av förbränningsmotor med en slagvolym om högst 125 kubikcentimeter, en nettoeffekt av högst 11 kilowatt och ett förhållande mellan nettoeffekt och tjänstevikt som inte överstiger 0,1 kilowatt/kilogram, eller
2. med annan motor än förbränningsmotor som har en nettoeffekt av högst 11 kilowatt och ett förhållande mellan nettoeffekt och tjänstevikt som inte överstiger 0,1 kilowatt/kilogram.
3. En motorcykel på tre hjul med en nettoeffekt av högst 15 kilowatt, oavsett motor.

Åldersgränsen för att få köra en lätt motorcykel är 16 år, och A1-körkort krävs (i Sverige). För att få skjutsa passagerare på lätt motorcykel måste man ha fyllt 18 år. Åldersgränsen för att övningsköra i Sverige med lätt motorcykel är 15 år och 9 månader.